# Burg- und Schlosstour
Die Burg- und Schlosstour ist ein 135 km langer Fahrrad-Rundkurs im südlichen Münsterland. Als touristische Radroute verbindet sie zahlreiche Schlösser, Wasserburgen und Gräftenhöfe in der Region zwischen Stever und Lippe.
Von der mittelalterlichen Burg Vischering in Lüdinghausen gelangt man über Schloss Nordkirchen, dem „Westfälischen Versailles“, zum Schloss Westerwinkel bei Ascheberg und zum Burgturm in Davensberg mit seiner Folterkammer.
Durch die Gemeinde Senden gelangt man auf landschaftlich reizvollen Wegen, zum Beispiel durch den Bürgerpark, in das Venner Moor.
Alte Fachwerkhäuser und das gotische Rathaus lohnen den Stadtbummel in Werne. Weitere Sehenswürdigkeiten der Region sind die Olfener Wildpferde und Heckrinder im Naturschutzgebiet Steveraue und der Seppenrader Rosengarten.